# Шишейка
Шишейка — лавовий купол на Камчатці. Андезитові лави, утворені куполом, знаходяться на захід від Серединного хребта, поблизу гирла річки Шишеї. Купол і пов'язані з ним потоки лави вивергалися 4200 років тому, внаслідок активності одного з кількох вулканів на пологих схилах Серединного хребта в епоху голоцену. Найближчі вулкани: Кіненін, Близнюки, Шивелуч.